# ويليام باركسديل
ويليام باركسديل هو عسكري وسياسي أمريكي، ولد في 21 أغسطس 1821 في سميرنا في الولايات المتحدة، وتوفي في 3 يوليو 1863 في جيتيسبيرغ في الولايات المتحدة. نشط حزبياً في الحزب الديمقراطي. وقد انتخب عضو مجلس النواب الأمريكي ‏.